# Trường Sĩ quan Đặc công
Trường Đại học Sĩ quan Đặc công (DCH) là một đơn vị sự nghiệp trực thuộc Binh chủng Đặc công của Bộ Quốc phòng có chức năng đào tạo, bồi dưỡng cán bộ, sĩ quan, hạ sĩ quan và nhân viên chuyên môn kỹ thuật cho binh chủng đặc công và các đơn vị trong toàn quân.

## Lịch sử
Cùng với sự phát triển, trưởng thành về quy mô lực lượng của toàn Binh chủng trong cuộc chống Mỹ cứu nước và trước nhu cầu đội ngũ cán bộ trong xây dựng, phát triển lực lượng Đặc công, ngày 20 tháng 7 năm 1967, Tổng Tham mưu trưởng ra quyết định thành lập Trường Bổ túc cán bộ Đặc công trực thuộc Bộ Tư lệnh Binh chủng. Tiếp đến ngày 12 tháng 2 năm 1974, Bộ trưởng Bộ Quốc phòng ra Quyết định số 13 chuyển Trường bổ túc cán bộ Đặc công thành Trường Đại học Sĩ quan Đặc công. Từ năm 1993 Nhà trường đào tạo sĩ quan chỉ huy có trình độ cao đẳng. Đến tháng 9 năm 1998 cùng với các trường sĩ quan trong toàn quân thực hiện quyết định của Thủ tướng Chính phủ, Nhà trường đào tạo sĩ quan Đặc công có trình độ đại học theo ba chuyên ngành: Đặc công Nước, Đặc công Bộ và Đặc công Biệt động. Hiện nay Nhà trường đứng chân trên địa bàn xã Tân Tiến, huyện Chương Mỹ, thủ đô Hà Nội.
- Chức năng của Nhà trường là: Đào tạo, bồi dưỡng cán bộ, hạ sĩ quan chỉ huy, nhân viên chuyên môn kỹ thuật Đặc công theo yêu cầu, nhiệm vụ cấp trên giao và nghiên cứu, ứng dụng, phát triển Khoa học Nghệ thuật Quân sự Đặc công, các lĩnh vực liên quan đến tác chiến Đặc công và Khoa học giáo dục - đào tạo quân sự.
- Nhiệm vụ của Nhà trường được giao là: 
+ Tuyển sinh đào tạo, bồi dưỡng đội ngũ cán bộ; hạ sĩ quan chỉ huy, nhân viên chuyên môn kỹ thuật Đặc công Việt Nam và Quốc tế.
+ Tổ chức nghiên cứu Khoa học Nghệ thuật Quân sự Đặc công.
+ Xây dựng nhà trường cách mạng, chính quy, tinh nhuệ, từng bước hiện đại, có môi trường văn hoá lành mạnh.
+ Sẵn sàng chiến đấu, phòng chống “DBHB”- BLLĐ và chống khủng bố; phòng chống bão lụt, tìm kiếm cứu hộ, cứu nạn.
+ Trình diễn kỹ, chiến thuật Đặc công phục vụ các phái đoàn trong nước và quốc tế nghiên cứu, học tập.
+ Huấn luyện dự bị động viên.
+ Trong những năm gần đây Nhà trường được giao thêm nhiệm vụ đào tạo lực lượng Đặc công chống khủng bố và liên kết đào tạo trình độ cao đẳng cho Bộ Công an.
- Trải qua gần 50 năm chiến đấu, xây dựng và trưởng thành, Nhà trường luôn hoàn thành xuất sắc mọi nhiệm vụ được giao đặc biệt là:
+ Trong cuộc kháng chiến chống Mỹ cứu nước Nhà trường đã bổ túc, đào tạo được hàng vạn cán bộ Đặc công cho Binh chủng, cho các chiến trường, cho toàn quân và bạn bè quốc tế. Bổ túc, đào tạo được nhiều cán bộ chỉ huy tham mưu, nhân viên chuyên môn kỹ thuật trực tiếp tham gia chiến đấu trong nhiều chiến dịch lớn như: Chiến dịch Tết Mậu Thân 1968, Đường 9 Nam Lào 1971, cuộc Tiến công Chiến lược năm 1972, cuộc Tổng tiến công, nổi dậy mùa xuân 1975 mà đỉnh cao là Chiến dịch Hồ Chí Minh lịch sử, góp phần vào thắng lợi của cuộc kháng chiến chống Mỹ cứu nước, 2 cuộc chiến đấu bảo vệ biên giới Tây Nam và bảo vệ biên giới phía Bắc của Tổ quốc.
+ Trong giai đoạn xây dựng và bảo vệ Tổ quốc từ sau năm 1975 đến năm 1986, Nhà trường đã hoàn thành xuất sắc nhiệm vụ đào tạo, bổ túc cán bộ, đáp ứng nhiệm vụ chiến đấu bảo vệ biên giới Tây Nam và bảo vệ biên giới phía Bắc của Tổ quốc, góp phần cùng quân, dân cả nước bảo vệ vững chắc độc lập, chủ quyền dân tộc. Đồng thời làm tròn nhiệm vụ quốc tế vẻ vang của Đảng và Quân đội ta, góp phần xây đắp truyền thống “Đặc biệt tinh nhuệ, anh dũng tuyệt vời, mưu trí táo bạo, đánh hiểm thắng lớn” của Binh chủng Đặc công anh hùng.
+ Trong thời kỳ đổi mới, nhất là trong những năm gần đây xuất phát từ đặc điểm tình hình trong nước, khu vực và trên thế giới, nhiệm vụ chính trị của Nhà trường thường xuyên có sự bổ sung, phát triển mới, nhất là nhiệm vụ giáo dục - đào tạo, nghiên cứu khoa học, trình diễn phục vụ các phái đoàn trong nước và quốc tế theo kế hoạch của Bộ Quốc phòng giao. Với yêu cầu nhiệm vụ được giao, Trường Đại học Sĩ quan Đặc công đã phát huy tốt tinh thần chủ động, tích cực, năng động, sáng tạo, xây dựng Nhà trường từng bước trưởng thành, lớn mạnh về mọi mặt, luôn hoàn thành xuất sắc mọi nhiệm vụ mà Đảng, Nhà nước, Quân đội và Binh chủng giao cho, có nhiều đóng góp vào sự nghiệp đổi mới xây dựng và bảo vệ Tổ quốc Việt Nam XHCN.
+ Cùng với thực hiện tốt chức năng, nhiệm vụ chính trị được giao, là cụm trưởng Cụm an ninh trong khu vực, Nhà trường đã cùng với cấp uỷ, chính quyền và nhân dân địa phương làm tốt công tác giữ gìn an ninh chính trị, trật tự an toàn xã hội trên địa bàn. Tích cực tham gia giúp đỡ nhân dân phòng chống và khắc phục hậu quả thiên tai, bão lũ, chăm sóc sức khỏe, khám chữa bệnh, cấp thuốc miễn phí cho nhân dân, góp phần thực hiện có hiệu quả phong trào thi đua cả nước chung sức xây dựng nông thôn mới. Các phong trào văn hoá văn nghệ, thể dục thể thao, tăng gia sản xuất trong đơn vị được duy trì và thực hiện có hiệu quả góp phần nâng cao đời sống vật chất, văn hóa tinh thần cho cán bộ, giáo viên, học viên, QNCN, CNV, HSQ-CS Nhà trường.

## Tổ chức nhà trường
Chỉ huy:
- Hiệu trưởng: Đại tá, Tiến sĩ Nguyễn Xuân Bình
- Phó Hiệu trưởng đào tạo: Đại tá Nguyễn Ngọc Lương
- Phó Hiệu trưởng: Đại tá Vũ Hồng Thám.
- Chính ủy: Đại tá, Tiến sĩ Trần Trọng Tiến.
- Phó Chính ủy: Đại tá Phan Ích Dân.

Các Phòng:
1. Phòng Đào tạo
2. Phòng Chính trị
3. Phòng Tham mưu - Hành chính
4. Phòng Hậu cần
5. Phòng Kỹ thuật

Các Ban:
1. Ban Tài chính
2. Ban Khoa học quân sự
3. Ban Khảo thí và Đảm bảo chất lượng giáo dục - đào tạo

Các khoa:
1. Khoa Khoa học Cơ bản
2. Khoa Khoa học xã hội và nhân văn
3. Khoa Quân sự chung
4. Khoa Chiến thuật
5. Khoa Kỹ thuật chiến đấu Đặc công
6. Khoa Võ-Thể lực
7. Khoa Đặc công Biệt động
8. Khoa Đặc công Nước-Nhái

Các tiểu đoàn học viên:
1. Tiểu đoàn 1
2. Tiểu đoàn 2
3. Tiểu đoàn 3
4. Tiểu đoàn 4

## Đào tạo
- Đào tạo sĩ quan chỉ huy tham mưu đặc công cấp phân đội trình độ đại học các chuyên ngành: 
1. Đặc công bộ
2. Đặc công nước-nhái
3. Đặc công biệt động

- Đào tạo hoàn thiện đại học
Đào tạo bậc cao đẳng:
1. Cao đẳng chính trị
2. Cao đẳng công an

- Đào tạo trung cấp chuyên nghiệp
1. Trung cấp Võ chiến đấu
2. Trung cấp Chống khủng bố

- Đào tạo bậc sơ cấp
1. Sỹ quan dự bị
2. Tiểu đội trưởng đặc công chuyên ngành bộ
3. Tiểu đội trưởng đặc công chuyên ngành nước

- Đào tạo văn bằng hai (hiện nay không còn tuyển sinh, đào tạo theo hình thức này).
- Trường cũng tổ chức đào tạo cho học viên quốc tế từ Cuba, Lào, Campuchia, Triều Tiên tổ chức đào tạo liên kết sinh viên trình độ Cao đẳng cho Bộ Công An.

## Hiệu trưởng qua các thời kỳ
- Nguyễn Trí Dũng
- Nguyễn Kim Huống
- Đào Ngọc Tú
- Vũ Đình Hòe
- Đàm Trọng
- Hoàng Bản.
- Giáp Văn Thiện.
- Vũ Hồng Sơn
- TS Vũ Văn Nghiệp.
- ThS Nguyễn Đình Thiện
- TS Lê Thế Thu